# Trichomanes hostmannianum
Trichomanes hostmannianum là một loài thực vật có mạch trong họ Hymenophyllaceae. Loài này được (Klotzsch) Kunze miêu tả khoa học đầu tiên năm 1847.